# Realism (filosofi)
Realism används inom filosofin som beteckning för olika ståndpunkter beroende på vilket område inom filosofin man talar om. Det kan påstås att det som de alla har gemensamt är att de postulerar någon slags entitet som reellt existerande.

## Vetenskapsteori
Inom vetenskapsteorin talar man om realism gällande teorier och realism gällande naturlagar. Att vara realist gällande teorier (i vetenskaplig bemärkelse) innebär att man anser att teorierna faktiskt beskriver hur världen är som motsats till, till exempel, instrumentalisterna, vilka anser att vetenskapliga teorier endast är ett slags instrument med vars hjälp vi kan göra förutsägelser och där teorier inte motsvaras av något faktiskt förhållande i yttervärlden. Inom rättsfilosofin betyder tvärtom realism ståndpunkten att rätt inte har ett naturligt vara, till skillnad från naturrättsdoktrinen (som inbegriper naturlagar) som menar att rätten har det.

## Metafysik
Inom metafysiken talar man om universalierealism som en ståndpunkt i universaliestriden. Denna postulerar kategorin universalier, vilket innebär att man ser på universellt förekommande entiteter – som egenskaper, arter och relationer – som självständigt existerande. Egenskapen att vara grön, tänker man, motsvaras av universalen grönhet som gröna objekt exemplifierar. Den motsatta positionen här, till exempel nominalismen, förnekar existensen av universalier och menar att man kan förklara objektiv likhet, abstrakt referens och sanna subjekt-predikat-påståenden på andra sätt utan att behöva postulera universalier.

## Metaetik
I metaetik betecknar realism uppfattningen att moraliska omdömen kan ha ett sanningsvärde, det vill säga vara sanna eller falska. I början av 1900-talet var etisk naturalism och intuitionism de främsta realistiska teorierna. Värt att notera är dock att realism inte nödvändigtvis implicerar att sanningsvärdet hos ett moralomdöme är oberoende av individens känslor och trosföreställningar.

## Exempel på realister
- Vilhelm av Champeaux
- Remigius av Auxerre
- Odo av Tournai

### Webbkällor
- Recent developments in metaethics, från Encyclopædia Britannica online (Academic Edition), läst 6 september 2007